# 沈阳话
沈阳话是通行于沈阳市内及郊区的一种方言，屬於东北官话吉瀋片之通溪小片。

## 特点
沈阳話具有東北官話的典型特征，如陰平調值偏低，沒有ʐ聲母（即漢語拼音裡的r），普通話裡發ʐ聲母的字東北官話一般讀零聲母或漢語拼音的“l”。（例：“如果”讀成“盧果”）。沈阳話古清音入聲字今轉為上聲的比北京官話多得多。東北官話四聲調值和北京官話相近，但陰平的調值音比北京低。這也是《中國語言地圖集》將東北官話獨立成一區的主要原因。

### 字音区别
在语音方面，沈阳话有些不注重区分平舌和翘舌音，譬如有些沈阳人不区分Ｚ、C、S与ZH、CH、SH。

### 用词区别
在词语方面，沈阳话具有大量的方言词汇，其中以东北官话的方言词汇为主、这些方言词汇是普通话所不具备的。据统计，沈阳话的方言土语词汇多达三四千个，其中有一部分已被普通话所接受。